# NGC 706
NGC 706 ist eine Spiralgalaxie vom Hubble-Typ Sc im Sternbild Fische auf der Ekliptik. Sie ist schätzungsweise 226 Millionen Lichtjahre von der Milchstraße entfernt und hat einen Durchmesser von etwa 125.000 Lichtjahren.
Im selben Himmelsareal befinden sich u. a. die Galaxien NGC 676 und NGC 693.
Die Typ-Ia-Supernova SN 2001ed wurde hier beobachtet.
Das Objekt wurde am 30. September 1786 von dem deutsch-britischen Astronomen Wilhelm Herschel entdeckt.